# Ratchasimasaurus
Ratchasimasaurus suranareae is een plantenetende ornithischische dinosauriër, behorend tot de groep van de Euornithopoda, die tijdens het vroege Krijt leefde in het gebied van het huidige Thailand.
De soort werd in 2011 benoemd en beschreven door Masateru Shibata,
Pratueng Jintasakul en Yoichi Azuma. De geslachtsnaam is een verwijzing naar de Changwat Nakhon Ratchasima, het gebied van de vindplaats. De soortaanduiding eert de heldin Thao Suranari.
Het holotype, NRRU-A2064, is gevonden in de Khok Kruat-formatie die dateert uit het Aptien. Het bestaat uit een dentarium van de onderkaak, waaruit de tanden zelf verdwenen zijn maar die nog ongeveer negentien tandposities toont. Dat die een platte en langgerekte vorm heeft, wordt door de beschrijvers als een autapomorfie, unieke afgeleide eigenschap, gezien die bewijst dat het een apart taxon betreft. Het fossiel toont verder basale kenmerken zoals een schuin naar achteren gerichte processus coronoides, welving aan de achterste bovenrand, en een trog met aparte tandkassen maar ook een afgeleide eigenschap: een plateau tussen de tandrij en de processus coronoides.
Ratchasimasaurus is door de beschrijvers in de Iguanodontia geplaatst, in een vrij basale positie, buiten de Hadrosauridae. Het bestaan van de soort toont, samen met de uit dezelfde formatie afkomstige Siamodon, de verscheidenheid van de fauna van het gebied aan dat indertijd afhankelijk van de zeespiegelstand wel of niet aan Azië vast zat.